# Granite (singel)
„Granite” – pierwszy singel z albumu australijsko–brytyjskiego zespołu Pendulum pt. In Silico. Został wydany 4 listopada 2007 przez wytwórnię Warner Music UK. Singel notowany był na dwudziestym dziewiątym miejscu brytyjskiej listy przebojów.
W utworze zostały wykorzystane sample z utworu „Castle Theme” autorstwa Kōji Kondō powstałego na potrzeby ścieżki dźwiękowej do serii gier wideo Mario.

## Teledysk
Reżyserem teledysku do utworu jest D.A.R.Y.L.. Porusza tematykę życia pozaziemskiego i spotkań ludzi z UFO. Na wideo ukazane są miejsca z różnych części świata, m.in. Lyon, Rzym, Bruksela, Barcelona, Meksyk, Londyn. Na spodach spodków, jak i w miejscach przez nich odwiedzonych widnieje logo Pendulum. Teledysk 9 listopada 2007 r. został opublikowany w serwisie internetowym YouTube.

## Lista utworów
|  | 12" single (wydany 26 listopada 2007) 1. „Granite” – 4:26 2. „Granite” (Dillinja remix) – 4:20 CD single (wydany 26 listopada 2007) 1. „Granite” – 4:26 2. „Granite” (Dillinja remix) – 4:20 | Limited edition 12" single (wydany 5 listopada 2007) 1. „Granite” – 4:26 Promo CD single (wydany 5 listopada 2007) A. „Granite” (radio edit) – 3:45 B. „Granite” (original version) – 4:26 |

## Notowania na listach przebojów
| Lista                             | Najwyższa pozycja |
| --------------------------------- | ----------------- |
| Wielka Brytania (Singles Top 100) | 29                |